# Proserpine (Saint-Saëns)
Proserpine és una òpera en quatre actes composta el 1887 per Camille Sant-Saëns sobre un llibret de Louis Gallet basat en Auguste Vacquerie. Es va estrenar a l'Opéra-Comique el 14 de març de 1887.

## Personatges
- Proserpine (soprano)
- Angiola (soprano)
- Sabatino (Tenor)
- Squarocca (Baríton)
- Renzo (basse)
- Orlando (tenor)
- Ercole (baríton)
- Filippo (tenor)
- Gil (tenor)
- Une religieuse
- Trois jeunes filles
- Trois novices
- Seigneurs, mendiants, religieuses, soldats

## Enregistraments
- Veronique Gens com a Proserpine, Marie-Adeline Henry Angiola; Frédéric Antoun Sabatino; Andrew Adoptiu-Williams Squarocca; Jean Teitgen Renzo; Mathias Vidal Orlando; Philippe-Nicolas Martin Ercole; Artavazd Sargsyan Filippo/Gil ; Clémence Tilquin. Munich Radio Orchestra Flanders radio choir Ulf Schirmer, sponsored Palazzetto Bru Zane 2016